# Acer pubinerve
Acer pubinerve é uma espécie de árvore do gênero Acer, pertencente à família Aceraceae.